# Laxmikant Parsekar

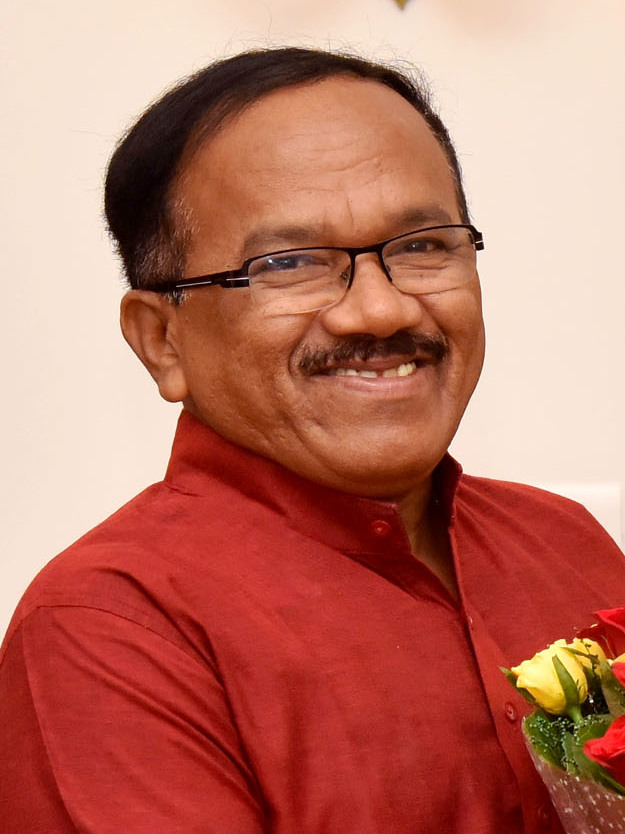
Laxmikant Parsekar (2016)

Laxmikant Yashwant Parsekar (Marathi: लक्ष्मीकांत पार्सेकर; * 4. Juli 1956 in Harmal, Goa, damals Teil von Portugiesisch-Indien, heute Indien) ist ein indischer Politiker. Von 2014 bis 2017 war er Chief Minister von Goa.

## Biografie
Laxmikant Parsekar wurde in einem kleinen Dorf als Sohn von Yashwant Parsekar und Chandrabhaga Parsekar in eine Hindu-Familie in Goa geboren. In seinem Geburtsjahr war Goa noch eine portugiesische Überseebesitzung und kam erst 1962 zu Indien. Er besuchte vor Ort die Schule und studierte anschließend am Centre of Post Graduate Instruction and Research in Panaji – damals eine Außenstelle der University of Bombay, heute Teil der Goa University –, wo er die Abschlüsse eines M.Sc. und B.Ed. erwarb. Danach war er als Schulleiter der Panchakroshi Secondary School in seinem Geburtsort tätig.
In den 1980er Jahren wurde Parsekar in der im Jahr 1980 neu gegründeten Bharatiya Janata Party (BJP) aktiv. Parsekar zerstritt sich deswegen zeitweilig erheblich mit seiner Familie, die politisch zur Anhängerschaft der Maharashtrawadi Gomantak Party (MGP) zählte. Die BJP war damals in Goa nur eine kleine Splitterpartei (bei den Wahlen zum Parlament von Goa 1984 und 1989 erlangte sie 1,2 % und 0,4 % der Stimmen). Parsekar gehörte zu den Pionieren der ersten Jahre, die die regionale Parteiorganisation in Goa mit aufbauten. Außerdem arbeitete er als Freiwilliger in der Hindu-Kaderorganisation Rashtriya Swayamsevak Sangh (RSS). 1994–1999 war er Generalsekretär der BJP in Goa und 2000 bis 2003 sowie 2010 bis 2012 lokaler Parteipräsident.
Bei der Parlamentswahl in Goa 1989 bewarb er sich erstmals um ein öffentliches Amt und kandidierte im Wahlkreis 1-Mandrem, unterlag aber mit nur 2,7 % der Stimmen haushoch dem MGP-Kandidaten, der 52,6 % erhielt. Auch seine nächste Kandidatur im Jahr 1999 im selben Wahlkreis war nicht erfolgreich (22,1 % gegen 39,6 %). Bei der Wahl 2002 konnte er den Wahlkreis mit knapper Mehrheit von 39,1 % gewinnen und bei den folgenden Wahlen 2007 und 2012 für die BJP behaupten. Ab dem Jahr 2012 war er Gesundheitsminister in Goa in der BJP-MGP-Koalitionsregierung.
Als der bisherige BJP-Chief Minister von Goa, Manohar Parrikar im Rahmen einer Kabinettsumbildung zum Verteidigungsminister im Kabinett Modi I ernannt wurde, wurde Laxmikant Parsekar am 8. November 2014 dessen Nachfolger im Amt.
Im Dezember 2014 kündigte Parsekar an, verstärkt gegen Drogenhandel und -konsum in Goa vorgehen zu wollen. Manche Touristen kämen nur nach Goa um Drogen zu konsumieren. Im Mai 2016, nachdem es schon seit längerem eine Diskussion über möglichen Rassismus gegenüber afrikanischen Studenten in Indien gegeben hatte, äußerte sich Parsekar kritisch über das Verhalten nigerianischer Studenten in Goa. Er erhalte zahlreiche Klagen über das Verhalten und die Lebensweise dieser Studenten. Diese seien vielfach in „Drogen[handel] und andere unerwünschte Dinge“ involviert.
Bei der Parlamentswahl in Goa 2017 verlor die BJP deutlich. Auch Parsekar konnte seinen Wahlkreis 1-Mandrem nicht behaupten. Dadurch gelangte sein Parteikollege Manohar Parrikar, der schon den BJP-Wahlkampf im Wesentlichen organisiert hatte, wieder in die Führungsposition. Ihm gelang es, eine Koalition aus verschiedenen Parteien zusammenzubringen. Am 16. März 2017 wurde Manohar Parrikar als alt-neuer Chief Minister von Goa vereidigt.

## Persönliches
1991 heiratete er Smitha Parsekar, eine Lehrerin, mit der er zwei Kinder hat, den Sohn Rishikesh (alias Yeshwant) und die Tochter Shambhavi.